# Monachus monachus
La foca monaca mediterranea (Monachus monachus Hermann, 1779) è un mammifero pinnipede della famiglia delle foche.
È una specie minacciata di estinzione, di cui sopravvivono in natura meno di 700 esemplari.

## Descrizione
Le caratteristiche somatiche della foca monaca sono analoghe a quelle delle altre Phocidae: corpo allungato, irregolarmente cilindrico, rivestito da uno spesso strato adiposo, ricoperto da un fitto pelo corto. La pelliccia è di colore nero nel maschio o marrone o grigio scuro nella femmina, più chiara sul ventre, dove può essere fino a bianca nel maschio.
Gli arti sono trasformati in pinne, quelli anteriori sono dotati di unghie mentre quelli posteriori ne sono quasi completamente privi.
Ha una lunghezza che va da 80 alla nascita ai 240 cm negli esemplari adulti e può raggiungere i 320 kg di peso; le femmine sono un po' più piccole dei maschi.
Ha la testa tonda e leggermente appiattita, le orecchie sono prive di padiglione auricolare. Il muso è provvisto di alcuni baffi lunghi e robusti, detti vibrisse.
Alcuni ritrovamenti fossili effettuati in Toscana, in argille del pliocene, hanno contribuito a ipotizzare che la foca monaca discenda dalla Pliophoca etrusca, la quale abitava il mare che circonda l'Arcipelago Toscano.

## Biologia
La vita della foca monaca si svolge soprattutto in mare; durante il periodo riproduttivo predilige i tratti di mare vicini alle coste, dove cerca spiagge isolate, sistemandosi prevalentemente in grotte o piccoli anfratti accessibili solo dal mare, perché il parto e l'allattamento si svolgono esclusivamente sulla terraferma.
Dorme in superficie in mare aperto o utilizzando piccoli anfratti sul fondale, per poi risalire periodicamente a respirare. Si nutre di molluschi cefalopodi, crostacei e pesci, sia bentonici come: murene, corvine, cernie, dentici e mostelle che pelagici catturati in alto mare.

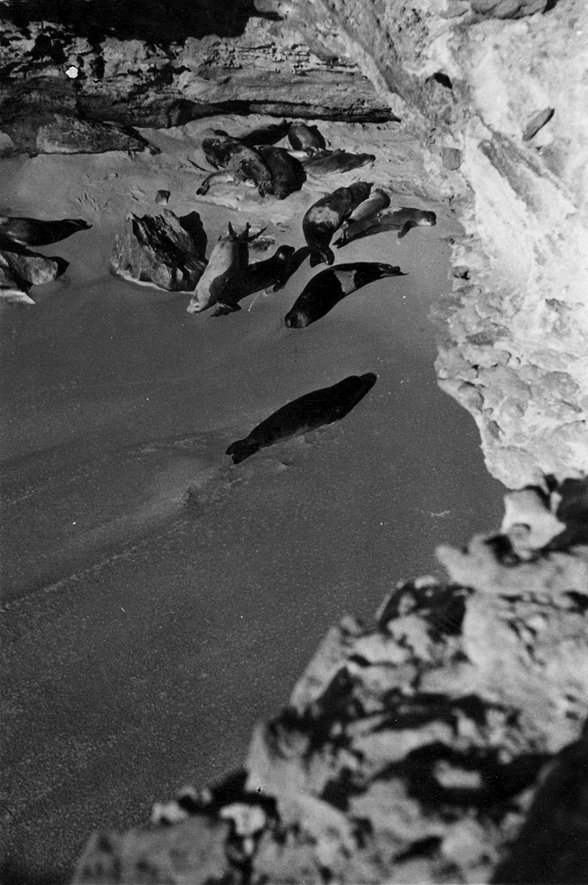
Colonia di foche monache

Anche durante le soste a terra, la foca rimane vicinissima al mare, anche perché i suoi movimenti sono lenti ed impacciati.
Queste foche si spostano anche di alcune decine di chilometri al giorno alla ricerca del cibo, con immersioni continue; sono state registrate immersioni fino a 90 metri di profondità, ma è probabile che esse possano superare facilmente alcune centinaia di metri di profondità, durante immersioni effettuate per la ricerca di prede.
I maschi adulti sono fortemente territoriali e, nel periodo riproduttivo che coincide generalmente con i mesi autunnali, si scontrano frequentemente con altri maschi. Le femmine raggiungono la maturità sessuale a 3-5 anni, hanno un ciclo di riproduzione di circa 12 mesi e partoriscono di solito tra settembre e ottobre; allattano, in grotte vicinissime al mare o in spiagge riparate, un cucciolo all'anno, lungo 88–103 cm e pesante 16–18 kg.
I giovani entrano in acqua già a pochi giorni dalla nascita. L'allattamento si protrae sino alla dodicesima settimana, ma la femmina lascia il suo cucciolo incustodito già dopo le prime settimane di vita, per tornare ad allattarlo periodicamente. I giovani tendono ad abbandonare il gruppo originario ed a disperdersi anche lontano dal luogo di nascita; essi raggiungono la maturità sessuale intorno ai 4 anni. La foca monaca vive dai 20 ai 30 anni.

## Distribuzione

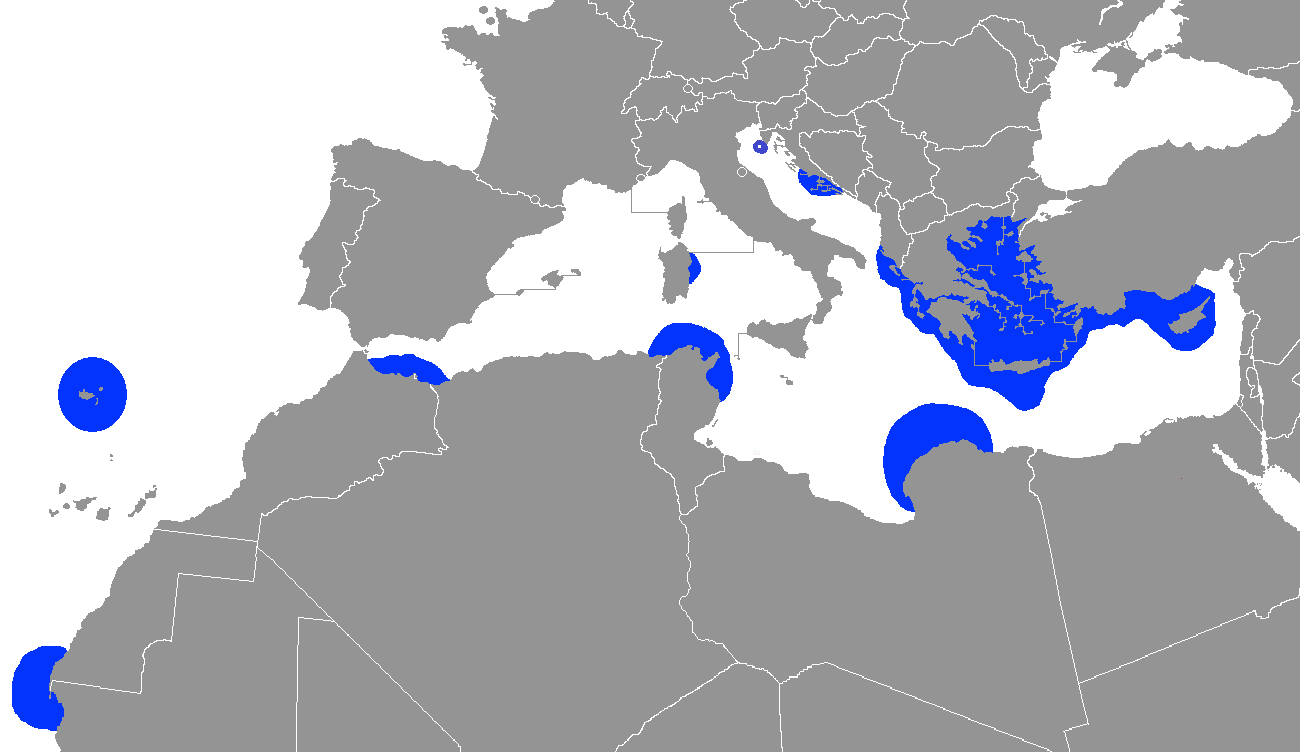
Attuale areale della foca monaca

L'areale della foca monaca un tempo comprendeva: tutto il Mediterraneo, il Mar Nero, le coste atlantiche di Spagna e Portogallo, il Marocco, la Mauritania, Madera e le Isole Canarie; foche erano segnalate spesso anche nella costa sud della Francia.
La foca monaca veniva catturata per essere esibita in pubblico e, a differenza di quella comune, era molto più addomesticabile. Nel dicembre del 1766 un esemplare venne catturato nelle acque della Capraia e portato al Granduca Pietro Leopoldo. Purtroppo sopravvisse soltanto fino alle porte di Firenze. Il 9 maggio del 1767 un esemplare di circa 85 cm fu catturato presso le secche della Meloria da alcuni pescatori mentre riposava sul relitto di un'imbarcazione svedese. Hermann descrisse la specie nel 1778, quando una truppa veneziana, che esibiva in pubblico una foca catturata con le reti nell'autunno del 1777 nell'isola di Cherso, giunse a Strasburgo. Il Buffon, naturalista famoso, trovò un'altra foca a Parigi, sempre proveniente da Cherso, e, ignorando la scoperta dello Hermann, la classificò per conto suo come Phoque a ventre blanc ovvero Phoca albiventer. Evidentemente Cherso divenne il locus classicus della specie, grazie ad una ben orchestrata campagna di cattura veneziana.
Nel corso del '900 l'areale si è fortemente ridotto a causa delle persecuzioni dirette e la foca monaca sopravvive in poche isolate colonie in Grecia, in isole della Croazia meridionale, in Turchia, nell'arcipelago di Madera, in Marocco e Mauritania. Occasionalmente vengono avvistati individui in dispersione, lungo le coste di quasi tutti i paesi mediterranei.

### Presenza in Italia
Alla fine del Novecento la foca monaca veniva considerata estinta in Italia, a eccezione di rari avvistamenti di esemplari provenienti dal Nordafrica o, per l'Adriatico, dalla Croazia.
Tuttavia almeno fino al 1980 circa esisteva in Sardegna, prevalentemente nell'area del Golfo di Orosei, un nucleo stabile di 10-20 foche. Nel periodo seguente le segnalazioni si fecero sporadiche, ma non scomparvero mai del tutto; gli esemplari avvistati oscillavano di anno in anno tra uno e cinque, e ancora nel 1986 venne registrata la nascita di un cucciolo.
Nel frattempo già nel 1980 la foca monaca fu avvistata all'Isola del Giglio. A partire dal 2000 gli avvistamenti nell'Arcipelago Toscano, sempre sporadici, si sono fatti però più frequenti e sono avvenuti anche presso altre isole oltre al Giglio (nel 2020 a Capraia e a Pianosa).
Più a nord, la foca monaca è stata avvistata nel 2010 e nel 2015 nell'area marina protetta antistante il borgo di Portofino.
Molto più a sud, a occidente della Sicilia, le Isole Egadi sono un'altra area di tradizionale presenza della foca monaca; l'ultimo esemplare vi fu ucciso nel 1975. Qui la foca è stata rivista per la prima volta nel 2010 da un pescatore locale in prossimità delle Grotta del Cammello, la "casa" prediletta da questo mammifero quattro decenni prima. Negli anni seguenti è stata ritrovata più o meno regolarmente; dal 2016 o 2017 è documentata anche la sua presenza in inverno.
Gli avvistamenti nelle isole del Canale di Sicilia sono stati più irregolari; la foca è stata vista a Lampedusa già dal 1980 e a Pantelleria dal 1985.
Nell'alto Adriatico la foca monaca, a partire dall'Istria dove era segnalata almeno dal 2010, raggiunge irregolarmente la Laguna di Venezia, dove è stata fotografata nel 2013.
Nel basso Adriatico, ci sono state alcune segnalazioni nel Salento in Puglia, in particolare: nel 2014, nel 2017, nel 2020 e nel 2021 nell'area marina protetta di Porto Cesareo.
Un giovane esemplare avvistato a gennaio 2020 nei pressi di Torre San Gennaro, nel brindisino, è stato rinvenuto morto pochi giorni dopo il suo avvistamento
Nel 2010 un pescatore ha avvistato un esemplare al largo del faro dell'isola di Salina.
Nella notte fra il 4 e il 5 settembre 2022, l'Ente Parco Nazionale dell'Arcipelago Toscano, è riuscito a documentare con un video la presenza di un esemplare in una grotta presso l'Isola di Capraia.
Il 15 dicembre 2022 due giovani pescatori a caccia di spigole si sono imbattuti in un esemplare in località Sfinale tra i comuni di Peschici e Vieste.
Il 7 maggio 2023 è stato avvistato un esemplare a Capri, nella città metropolitana di Napoli, che aveva appena afferrato un pesce di grossa taglia e sostava in superficie effettuando le tipiche manovre che le foche utilizzano per lacerare e successivamente deglutire le prede.
Un recente studio basato sull'analisi del Dna ambientale ha permesso di ridisegnare la mappa della presenza della foca monaca nel Mediterraneo centrale, individuando sei aree di maggiore interesse: Alto Adriatico tra Istria e laguna di Venezia, Salento - Golfo di Taranto, isole minori siciliane, Sardegna orientale-Canyon di Caprera, Arcipelago Toscano e arcipelago delle Baleari.
Il 25 aprile 2025 è stata avvistata a Punta Campanella nella omonima Area Marina Protetta.
Il 1º e il 10 maggio 2025 è stata avvistata a Capri mentre cacciava e si nutriva sotto costa e accanto al porto di Marina Grande.
Il 12 maggio 2025 al largo delle coste dell'isola d'Ischia in località Sant'Angelo, è stata avvistato un esemplare di foca monaca intento a mangiare una murena di grosse dimensioni.
Il 2 Luglio 2025 é stata avvistata al largo di Licosa nel comune di Castellabate.

## Conservazione
La fortissima diminuzione delle popolazioni, dovuta prevalentemente all'intervento umano, ha ridotto questi pinnipedi a piccoli gruppi familiari e individui isolati. L'unico luogo del mondo dove la specie è presente in numero sufficiente per formare ancora una colonia è Cabo Blanco, in Mauritania.
Secondo una stima dell'Unione Internazionale per la Conservazione della Natura, della foca monaca sopravvive una popolazione di appena 600-700 esemplari: circa 200 concentrati nell'Egeo e nel Mediterraneo sudorientale, 20-30 nel Mar Ionio, 10-20 nel Mare Adriatico, una decina nel Mediterraneo centrale, dai 10 ai 20 nel Mediterraneo occidentale e meno di 300 in Atlantico. La specie è pertanto da considerarsi in rischio di estinzione.
La Società Zoologica di Londra, in base a criteri di unicità evolutiva e di esiguità della popolazione, considera Monachus monachus (anche nota come Foca Monaca) una delle 100 specie di mammiferi a maggiore rischio di estinzione.
La specie è inserita nella Appendice I della Convention on International Trade in Endangered Species (CITES).
Nel 1987 per salvaguardare la colonia di foche delle grotte del Bue Marino, nel golfo di Orosei, fu varato un decreto, firmato dal ministro dell'ambiente Mario Pavan, che vietava la pesca e la navigazione con qualsiasi mezzo nel golfo stesso. Nel 1988 il decreto fu bocciato dal TAR della Sardegna su ricorso della Regione e del comune di Baunei. Nonostante le molteplici minacce, gli sforzi per la conservazione hanno dato frutti: infatti la popolazione è in continuo aumento e nel 2015 l'IUCN ha spostato la specie da in pericolo critico a in pericolo.
In Italia la specie è particolarmente protetta ai sensi della legge dell'11 febbraio 1992.